# Leonardo Sormani

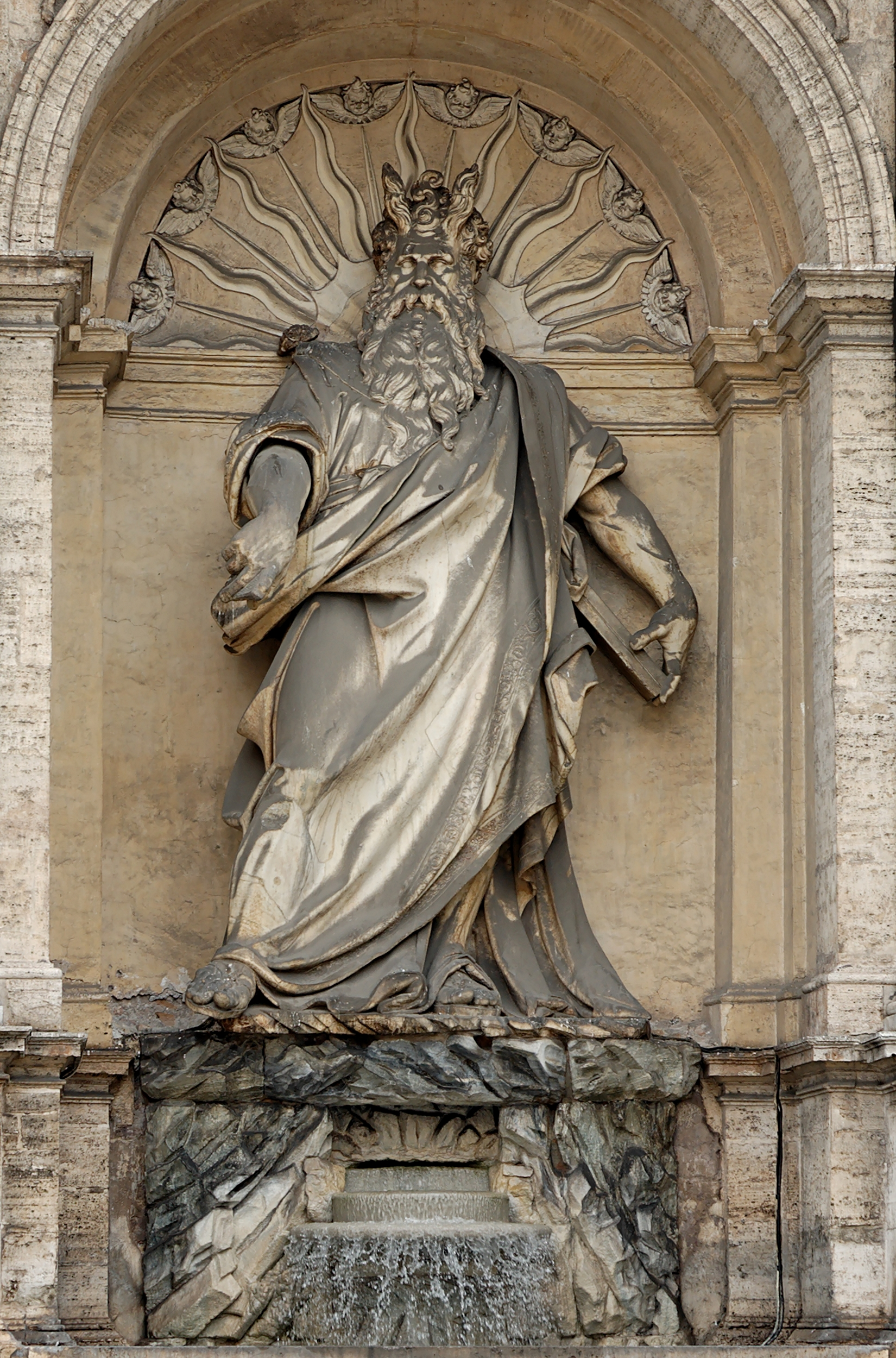
Moses-skulpturen i Mosesfontänen attribueras till Leonardo Sormani och Prospero Antichi.

Leonardo Sormani, född cirka 1530 i Savona, död cirka 1590 i Rom, var en italiensk skulptör.
Leonardo Sormani utförde 1587 påven Pius V:s skulptur för dennes gravmonument i Cappella Sistina i Santa Maria Maggiore. I samma kyrka har han även utformat Nicolaus IV:s gravmonument (1574). I Santissima Trinità dei Monti vid Spanska trappan har Sormani utfört två gravmonument med uttrycksfulla byster. De föreställer kardinalen Rodolfo Pio da Carpi (död 1564) samt grevinnan Cecilia Orsini (död 1575) och hennes make Alberto Pio di Carpi (död 1568).
År 1575 utförde Sormani, efter Giacomo della Portas design, fontänen på Piazza della Rotonda framför Pantheon.

## Bilder

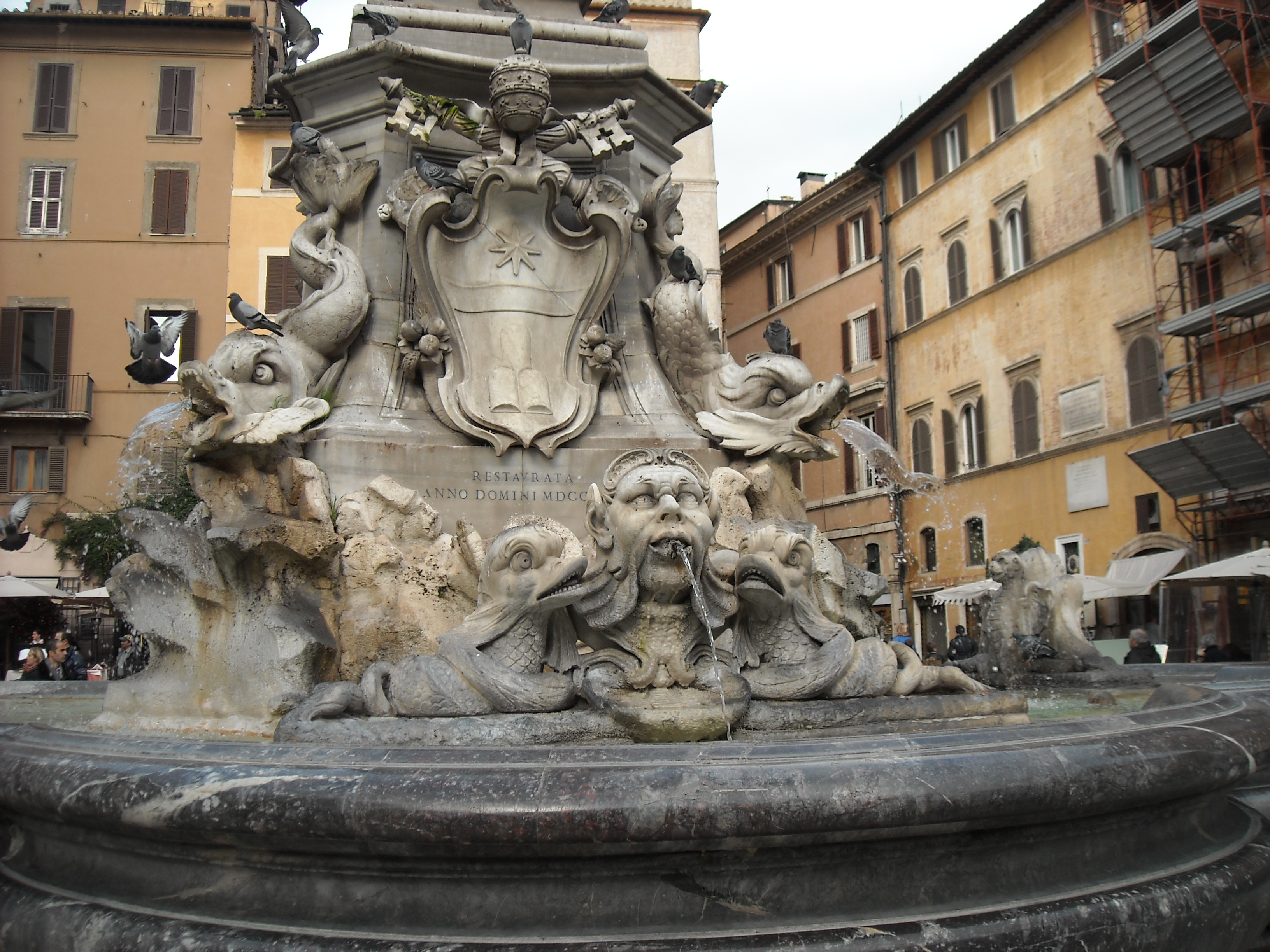
Fontänen på Piazza della Rotonda.

### Fotnoter
1. ↑  ”Rodolfo Pio da Carpi, Grabmal SS. Trinità dei Monti, Porträt”. Requiem – Die römischen Papst- und Kardinalsgrabmäler der frühen Neuzeit. http://requiem-projekt.de/db/pic_ausgabe.php?pictID=2674. Läst 13 juni 2015.
2. ↑  Tylenda 1993, s. 316.